# Kimono
Pour les articles homonymes, voir Kimono (homonymie).
Le kimono (着物, kimono, de kiru et mono, littéralement « chose à porter [sur soi] ») est le vêtement traditionnel japonais. Il est souvent confondu, à tort, avec les vêtements d'entraînement des arts martiaux (keikogi, en particulier judogi ou karategi). Avant l'introduction des vêtements occidentaux au Japon, le terme « kimono » désignait tous les types de vêtements ; de nos jours, il se réfère à la robe traditionnelle japonaise, de forme de T, portée essentiellement pour les grandes occasions.

## Histoire

### Différences des vêtements selon saisons ou textiles
Le kimono se nomme aussi gofuku (呉服, littéralement le vêtement des Wu). Les premiers kimonos ont été largement influencés par les vêtements traditionnels chinois de la période Tang, connus aujourd'hui sous le nom de hanfu (漢服, kanfuku, littéralement « vêtement des Hans »). L'établissement d'ambassades en Chine a favorisé l'adoption par le Japon de nombreuses traditions chinoises depuis le début du Ve siècle. Les traditions vestimentaires, dont une forme de « proto-kimono», ont commencé à être copiées dès la période Asuka et surtout pendant la période Nara. Le kimono était de base principalement porté par les nobles de la cour impériale (794-1185).
Cependant, c'est surtout au cours du VIIIe siècle que la mode chinoise devient populaire au Japon, notamment avec l'adoption du décolleté féminin. Au cours de la période Heian au Japon (794-1192), le kosode désigne un vêtement aux emmanchures étroites, au contraire de l'osode, aux manches longues. Les aristocrates portaient un kosode de soie comme vêtement de dessous, recouvert par une ou plusieurs robes à larges manches. Aux époques Kamakura (1185-1333) et Muromachi, les guerriers portent l' osode pour les cérémonies et le kosode, en soie décorée, pour le quotidien. Pendant la période Muromachi (1392-1573), le kosode a commencé à être utilisé sans le pantalon (hakama). À l'époque Momoyama (1573-1603) certains marchands se sont considérablement enrichis et ils commencent à porter un type de kosode semblable à ceux des guerriers, sans autre vêtement dessus. C'est à cette époque que l'art des textiles s'épanouit. Le dos du kosode, toujours visible, favorise le recours aux grands motifs. À la fin du XVIe siècle, le kosode est devenu le vêtement le plus porté, hommes et femmes confondus, parmi la population très aisée.
Le terme « kimono » apparaît au XIIIe siècle. Ce mot, à l'époque Momoyama (1573-1603), tel qu'il est employé dans les rapports de missionnaires portugais, permet de supposer qu'il est devenu synonyme de kosode. Au cours de l'époque d'Edo (1600-1868), le terme kosode reste quasiment le seul employé. Il désigne un vêtement aux "manches courtes", des manches tubulaires dont l'ouverture était juste assez grande pour le passage de la main et du bras. L'osode a des manches longues.
À la période Edo (1603-1867) et dès le XVIIIe siècle, de grands magasins spécialisés apparaissent. À cette époque les manches se sont allongées, spécialement pour les jeunes filles : c'est le furisode. Le obi est devenu plus répandu dans de nombreux styles suivant les modes. Depuis lors, la forme basique du kimono, tant chez la femme que chez l'homme, n'a presque plus évolué. Ceux réalisés avec talent dans des matériaux précieux sont considérés comme des œuvres d'art. Ce sont des objets de luxe, aujourd'hui comme hier.
Le kimono est adapté à chaque saison selon son type et peut ainsi se décliner selon ses composants :
- le katabira, en fibre de raphia, non doublé, pour l'été,
- le hitoe, en soie, non doublé, pour l'été,
- l'uchikake, en soie, doublé et matelassé, sans ceinture, pour l'hiver.

Le furisode est un kimono à manches longues. Souvent en soie, doublé, il possède un fin matelassage et des manches pendantes. On emploie souvent le terme kimono pour désigner un furisode.

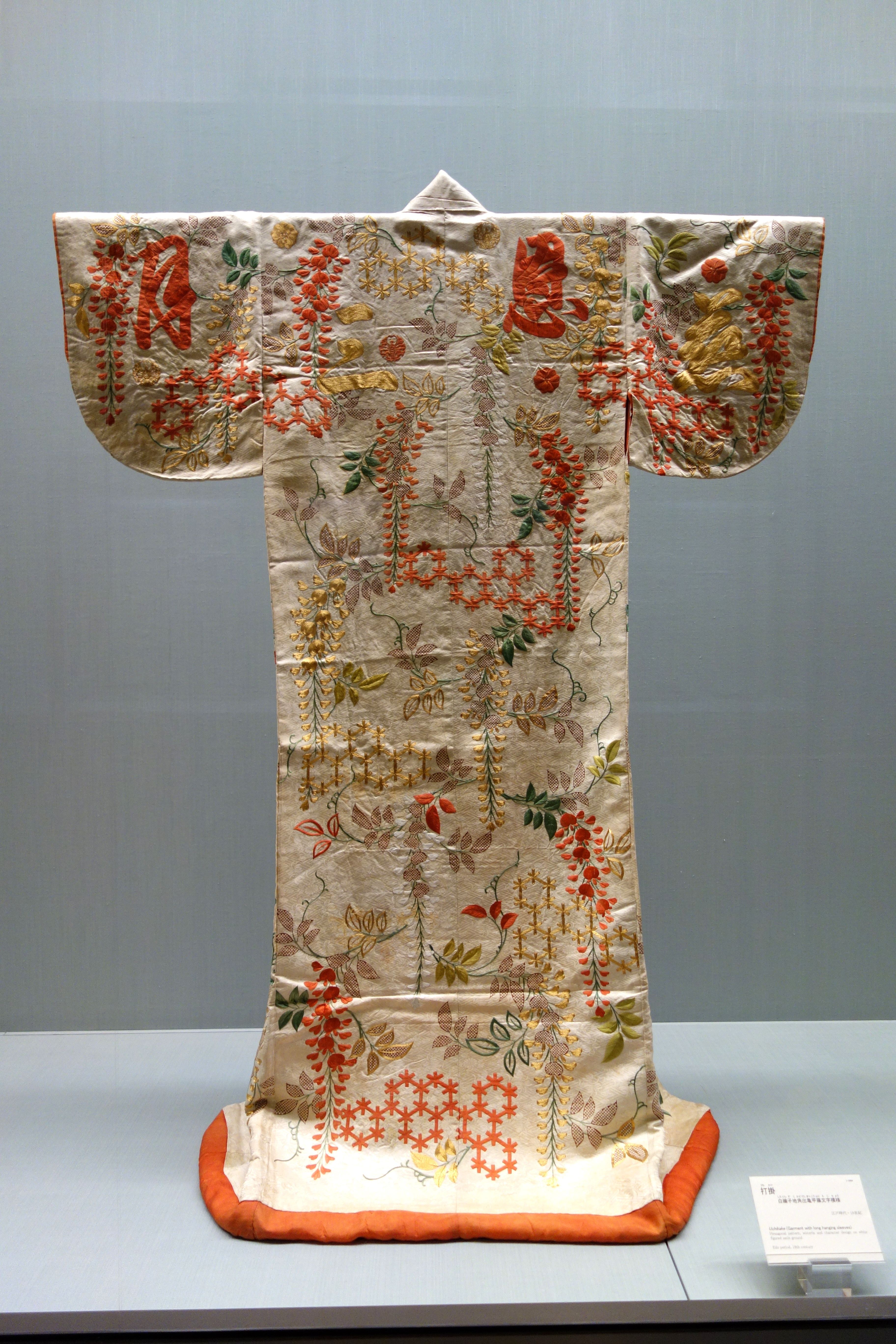
Uchikake aux motifs hexagonaux, fleurs de glycine et caractères japonais sur un satin blanc à motifs, XVIIIe siècle, musée national de Tokyo.
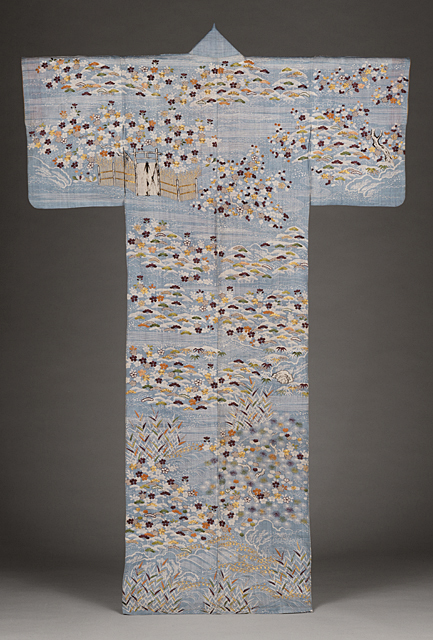
Katabira. Décor peint yûzen, teinture par impression à la planche[8], broderie de fils de soie et d'or, sur un ramie tissé-brut (asa, av. fibres du liber), fin XVIIIe -début XIXe siècle, Musée d'Art du comté de Los Angeles[9].
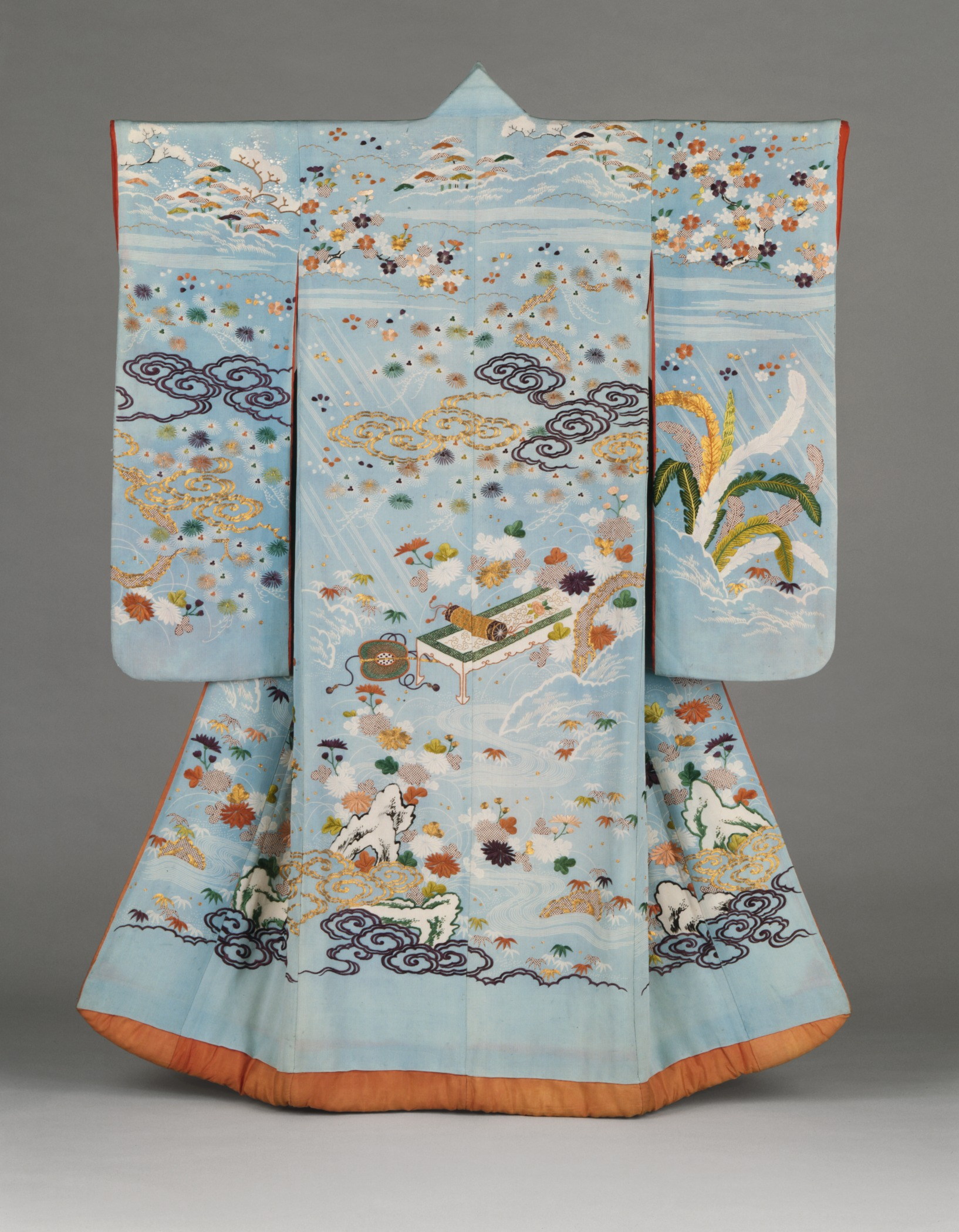
Furisode. Décor faisant allusion à la pièce de nô « Kikujidô », fin XVIIIe -début XIXe siècle, LACMA.
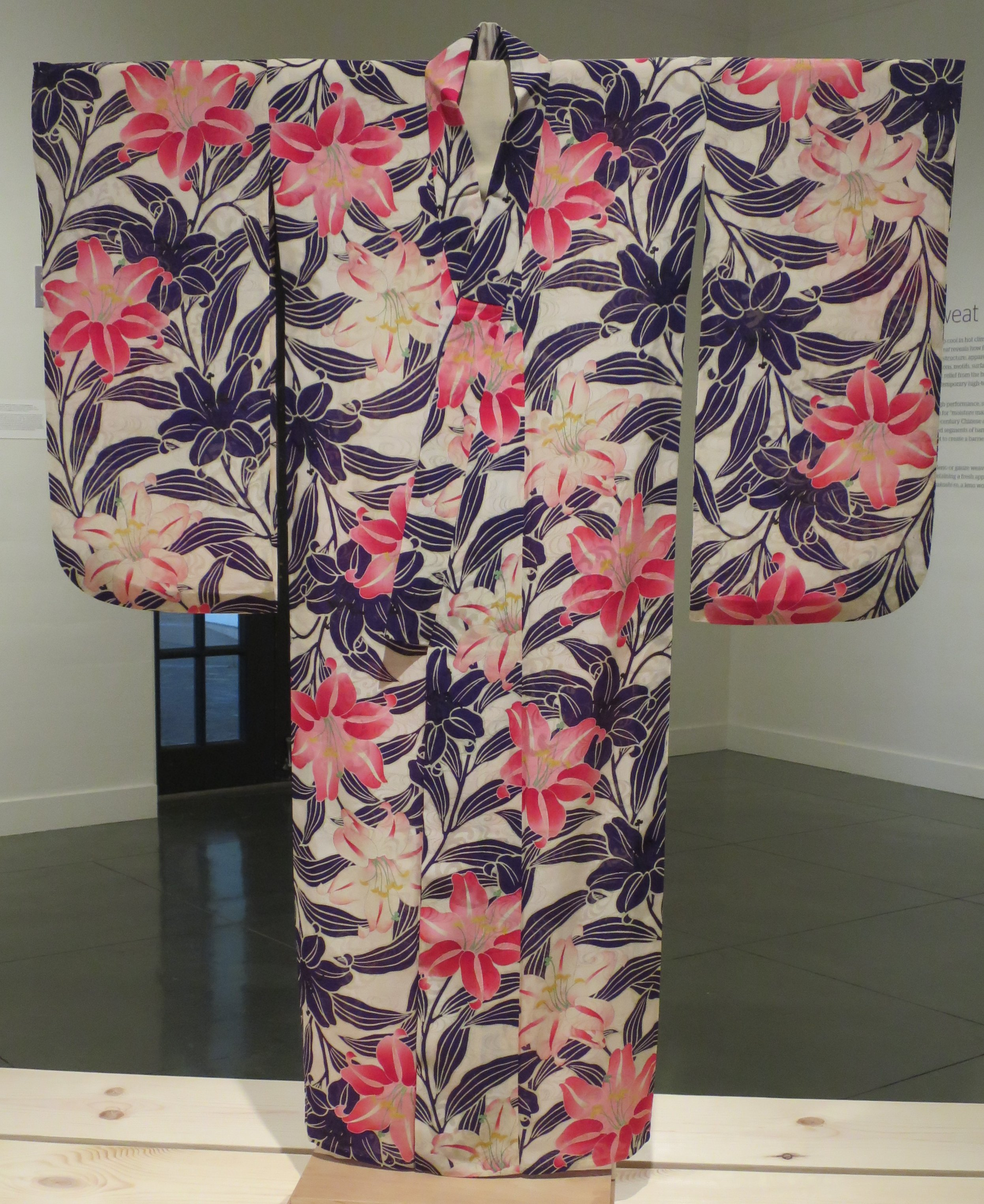
Hitoe. Gaze de soie, partiellement imprimée, mi-XXe siècle, Honolulu Museum of Art.

### Déclin et usage actuel
Le kimono, en tant qu'habit professionnel, a été maintenant remplacé par le costume occidental comme vêtement de tous les jours. Après un édit de l'empereur Meiji, les policiers, les agents des transports publics et les professeurs ont adopté la tenue occidentale. Ces vêtements ont ensuite été adoptés par l'armée et les écoles. Après le tremblement de terre de Kantō en 1923, les personnes portant des kimonos ont souvent été victimes de vol à la tire[réf. nécessaire]. L'association des fabricants de vêtement pour les femmes et les enfants (東京婦人子供服組合) a promu les vêtements occidentaux. 
Entre 1920 et 1930, l'habit de marin remplace le port du hakama à l'école. L'incendie de l'entrepôt de Nihonbashi à Shirokiya en 1923 est parfois considéré comme le catalyseur du déclin du port du kimono en vêtement de tous les jours (même si cela est probablement un mythe urbain),. L'uniforme national, le kokumin-fuku (国民服), vêtement occidental, est rendu obligatoire pour les hommes en 1940,,.
Désormais, les Japonais portent couramment des vêtements occidentaux, bien que la tradition du kimono reste ancrée dans la culture, déclinée dans sa version simplifiée très usitée, le yukata. En Occident, les kimonos sont devenus un article de mode dans les années 2010,. Un kimono neuf est particulièrement onéreux, son prix pouvant s’élever à plusieurs millions de yens (plusieurs milliers d'euros), et le porter est particulièrement compliqué. Dans la période contemporaine, le kimono est surtout connu par le biais du jour des vingt ans (成人式, seijin shiki), où les jeunes Japonaises portent un furisode pour la photographie traditionnelle. Parmi les plus chers, le furisode porté à cette fête est souvent loué pour l'occasion. Un usage plus courant du kimono est réservé aux membres de la « très grande bourgeoisie », qui peuvent s'offrir les différents kimonos correspondant aux phases de la vie (jeunesse, âge mûr, etc.) et parfois aux saisons. Cependant, ces dernières années ont vu naître un engouement pour les kimonos d'occasion. Le marché du kimono, selon une étude de l'institut de recherche Yano, a culminé à 1 800 milliards de yens (près de 14 milliards d'euros) en 1975, mais est tombé à 278,5 milliards de yens en 2016 (2,1 milliards d'euros).

## Décoration

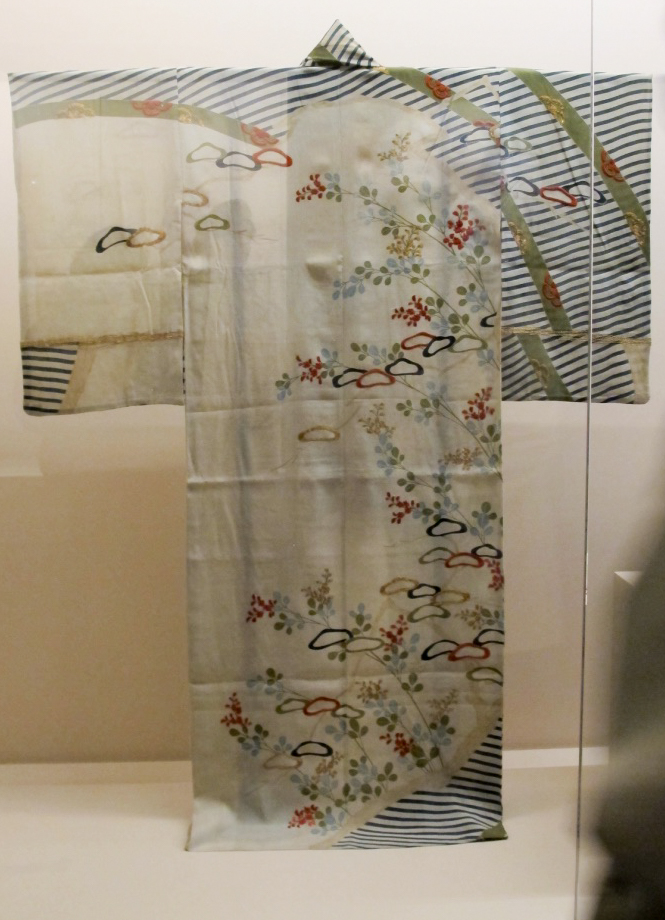
Hitoe à décor de rideaux de bambous, pins et lespédèzes.
H. 151 cm. Début XVIIIe siècle. Collection Matsuzakaya, Tokyo.

Le kimono est formé de rectangles de tissus pliés et cousus, mais jamais recoupés ; il est rectiligne, tombant jusqu'aux pieds ou chevilles, suivant la formalité de l'ensemble et la personne qui le porte. Sa particularité consiste dans ses manches très longues, pouvant aller jusqu'au sol pour les kimonos des jeunes femmes (furisode). Le kimono se porte toujours côté gauche sur côté droit : d'une part cela permettait autrefois de cacher une arme (tantō), d'autre part, les morts sont habillés en croisant les pans dans le sens inverse. Il est tenu en place par une large ceinture appelée obi qui permet de distinguer certains groupes dans la société ; habituellement nouée dans le dos, elle était nouée sur le devant pour les prostituées.
Les tissus sont variés, comme le lin ou la soie, mais aussi la ramie, la fibre de mûrier, le chanvre, et les modes de tissage très nombreux aussi : taffetas, sergé, satin, satin damassé, crêpe ou gaze. Le choix des tissus et le fait qu'ils soient superposés ou ouatés permettent de produire des vêtements adaptés aux saisons.
Les kimonos offrent de vastes surfaces qui ne tiennent pas compte de l'anatomie, pas plus de la femme que de l'homme, et ces surfaces sont le support privilégié de l'expression artistique japonaise. Les kimonos anciens sont décorés par des motifs traditionnels (pin, bambou, tortue, libellule, roue, cerisiers, pivoines, mauves, iris, rochers, eau courante, vagues, paysages dont certaines vues célèbres, jeux de go, etc.), symboles des vertus pour certains et permettant d'inclure aussi des motifs qui sont, eux-mêmes, des scènes parfois très complexes, comme paravents, rideaux portables, éventails et peintures sur rouleau vertical, qui mettent ces images en abyme. Le décor permet aussi d'introduire des motifs géométriques simples tels que quadrillages, losanges, hachures de rideau en lattes de bambou déroulé, ou complexes comme les nœuds cérémoniaux (noshi). Tous ces motifs étant dispersés ou groupés, voire superposés, mais avec de larges espaces vides qui font « respirer » ces compositions.

Catalogue de modèles
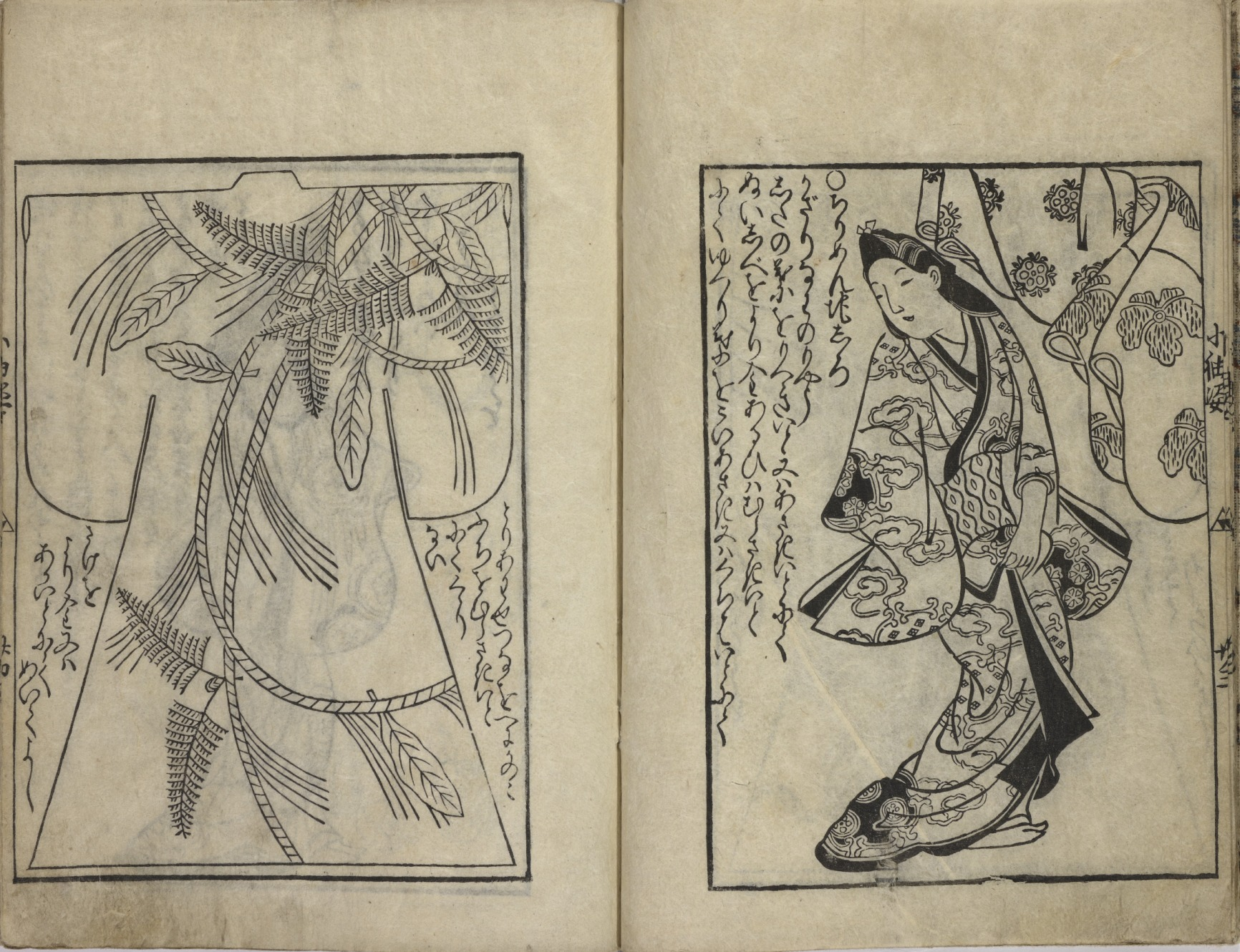
Hishikawa Moronobu. Modèles de kosode. 1682. Freer Gallery of Art
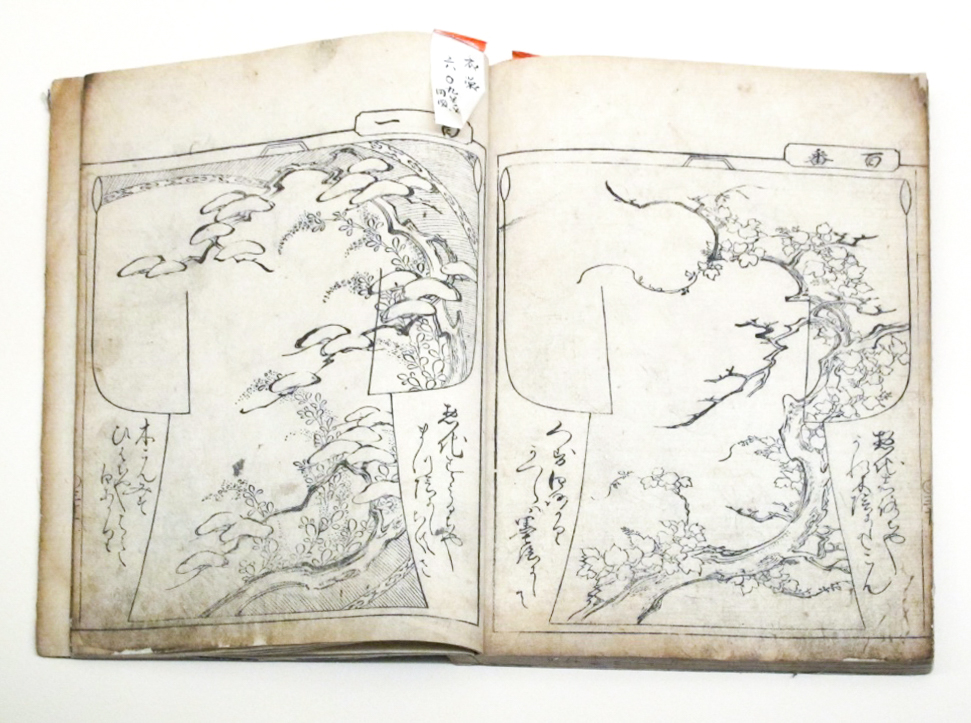
Modèles pour des motifs de kosode. 1724[25].

Les peintres japonais ont donc créé des catalogues de décor pour kimonos (hinagata bon), comme Moronobu et Sukenobu, dès le premier quart du XVIIIe siècle. Ces catalogues étaient édités chaque année. Pour les dessins les plus en vogue on procédait à des éditions spéciales. Après que la cliente eut choisi le motif parmi les catalogues qu'on lui proposait, le vendeur notait précisément la commande dans un carnet. Puis il faisait un dessin, grandeur nature, en spécifiant tous les détails et il transmettait ce dessin aux artisans avec le tissu.
Les pratiques décoratives sont nombreuses : la teinture (elles sont nombreuses, en particulier l'indigo qui a un très grand succès au Japon comme dans tout l'Extrême-Orient) peut être appliquée directement au pinceau ou au pochoir, ou bien en « réservant » (protégeant) certaines zones qui resteront blanches, soit par nouage, soit en liant l'étoffe à l'aide d'un fil (« le shibori utilise coutures, nœuds et pincements »), soit  en appliquant la couleur à l'intérieur de zones limitées par de l'argile, de la cire ou par un filet de colle de riz. Il s'agit alors du procédé yuzen, qui permet de tracer les lignes de contour et intérieures au motif. Le yuzen permet de peindre dans ces zones limitées, en appliquant éventuellement des dégradés et en fonction des traits du motif, à l'intérieur de ces zones, qui resteront blancs (la colle de riz étant lavée après le fixage des teintures). Le yuzen permet aussi de protéger de larges surfaces qui ne prendront pas la teinture appliquée à la pièce de tissu.

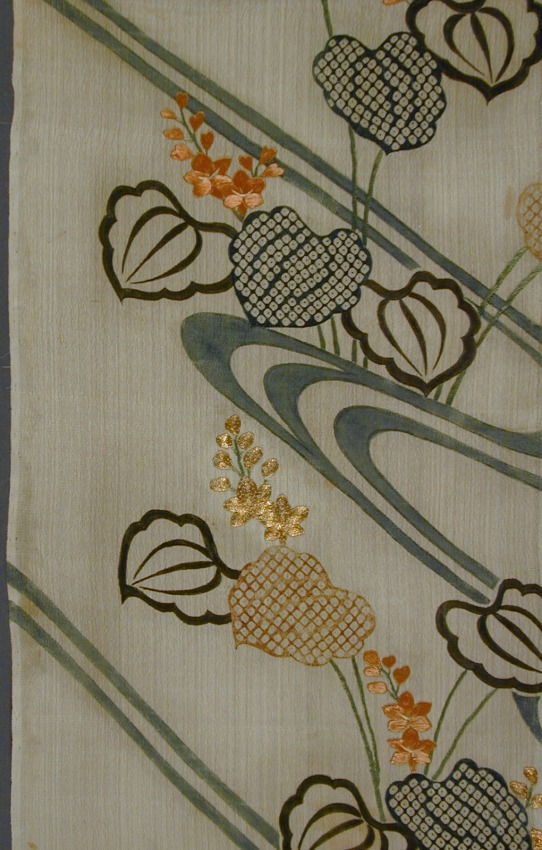
Kosode. Imitation au pochoir de teinture nouée (kata kamoko), indigo peint (kaki-e) et broderie : soie et or sur crêpe de soie (chirimen), v. 1700-1750. LACMA (décor d'eau courante et de pontédérie à feuilles en cœur, mizu aoi).
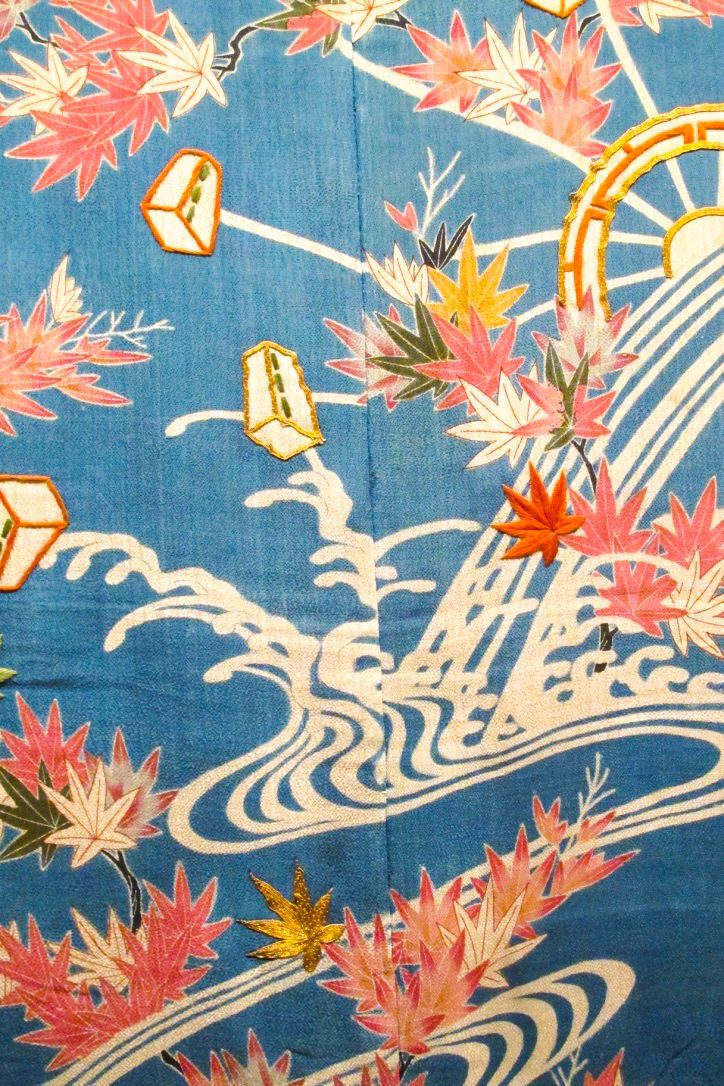
Kosode à motifs d'eaux vives, feuilles d'érable en automne et roues à maillets. Teinture yuzen sur un crêpe de soie chirimen bleu. Coll. Matsuzakaya, Tokyo[27].
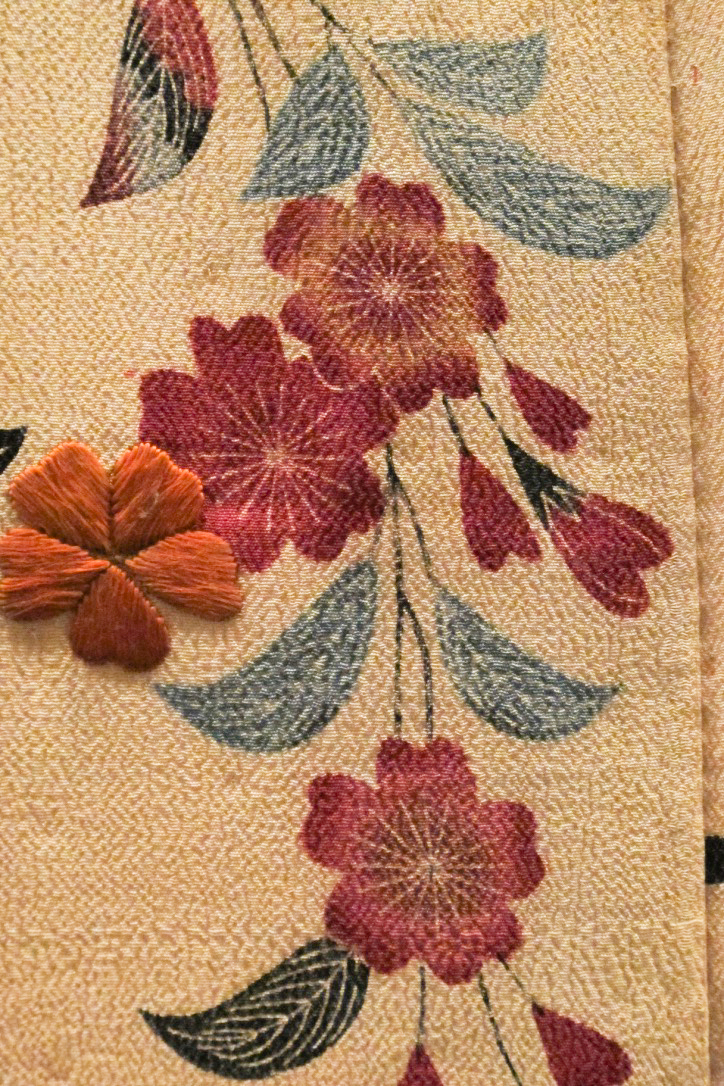
Kosode v. 1800-1850. Teinture yuzen et broderie de soie sur crêpe de soie chirimen blanc[28]. Détail. Coll. Matsuzakaya, Tokyo.
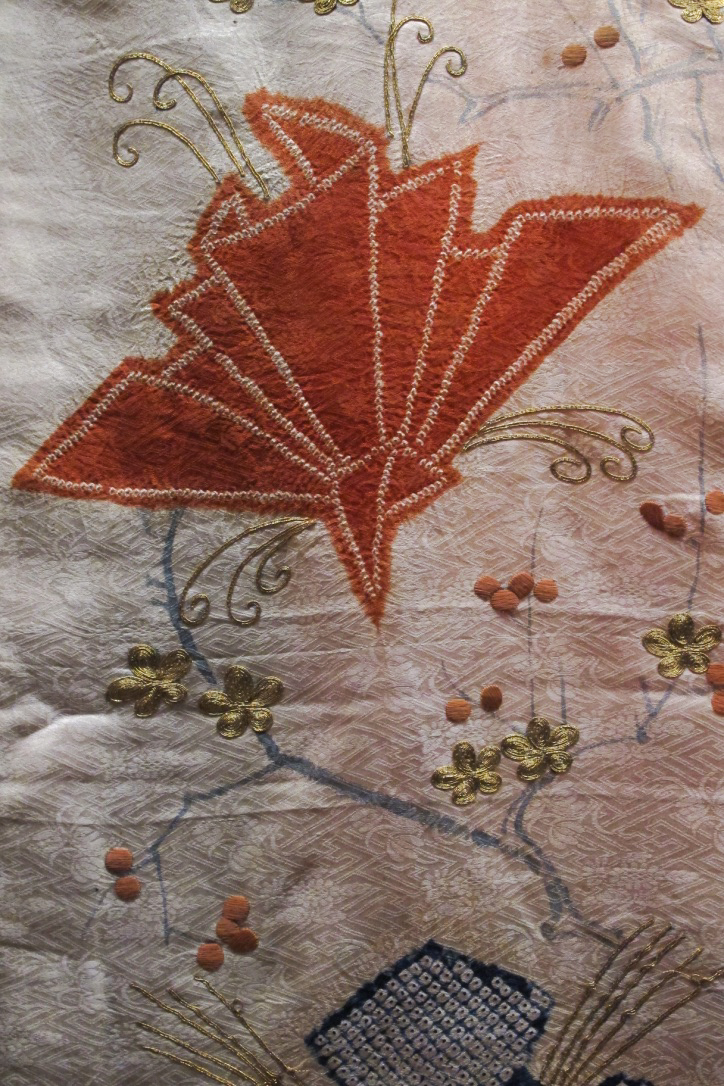
Décor d'un uchikake, v. 1800-1850. Teinture kanoko shibori, teinture au pinceau et broderie. Soie damassée[29]. Coll. Matsuzakaya, Tokyo.
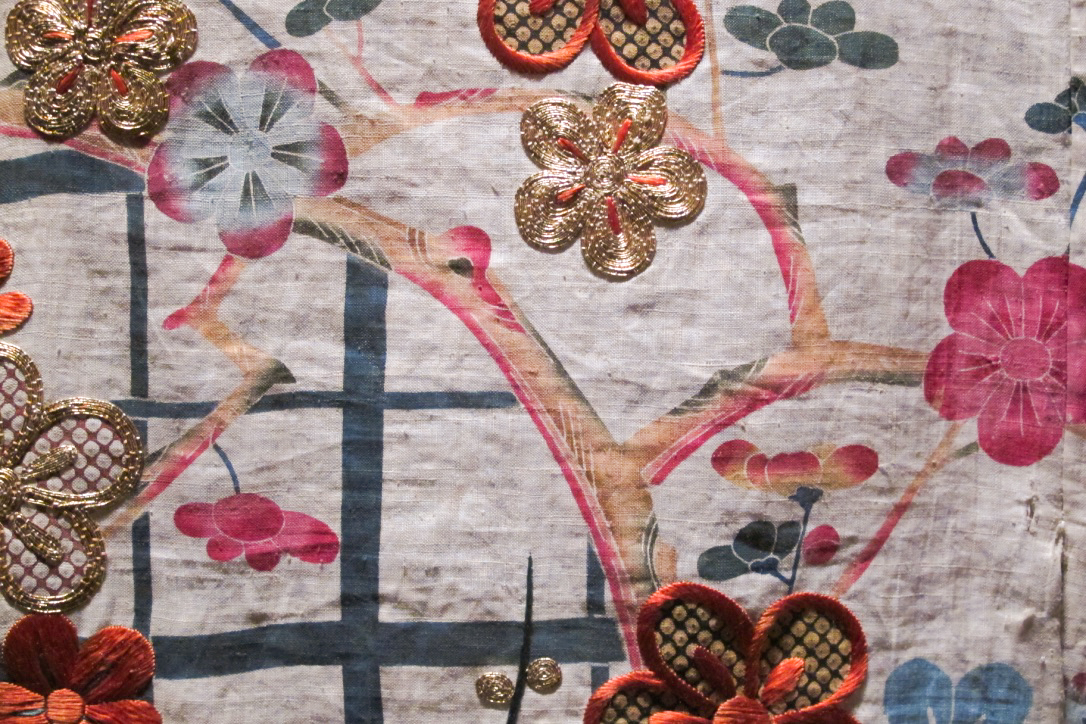
Katabira, v. 1700-1750. Broderies, teinture yuzen et pochoir suri bitta sur lin blanc. Coll. Matsuzakaya, Tokyo[30].
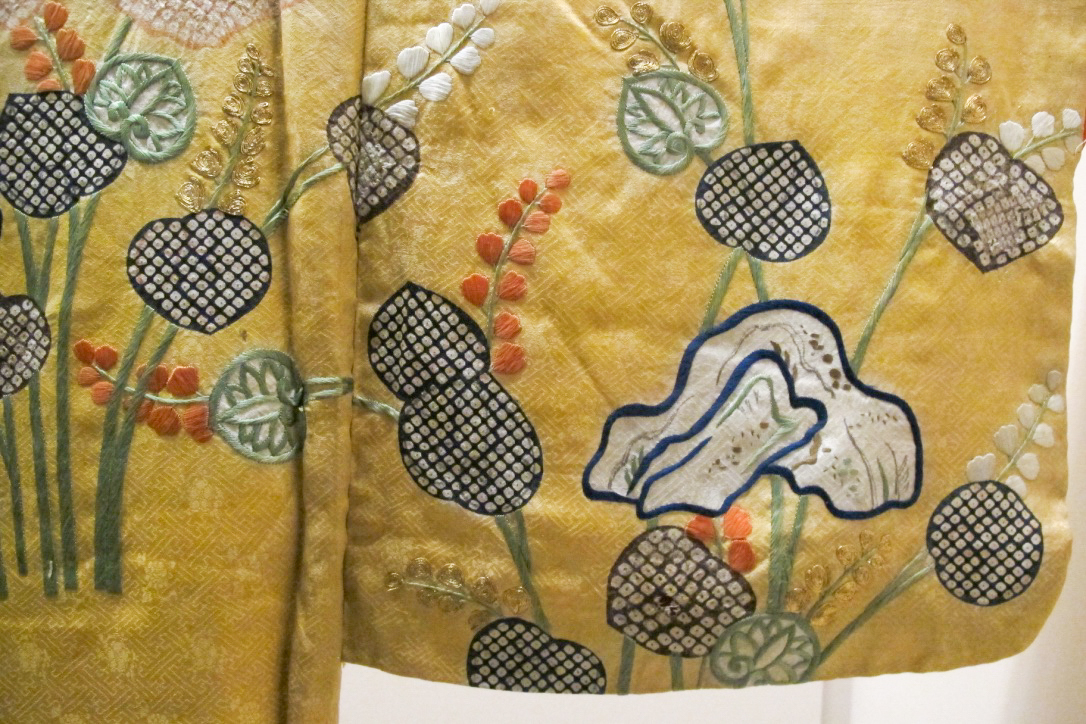
Kosode, v. 1700-1750. Teinture jaune à réserves et broderies sur soie damassée rinzu. Coll. Matsuzakaya, Tokyo[31].
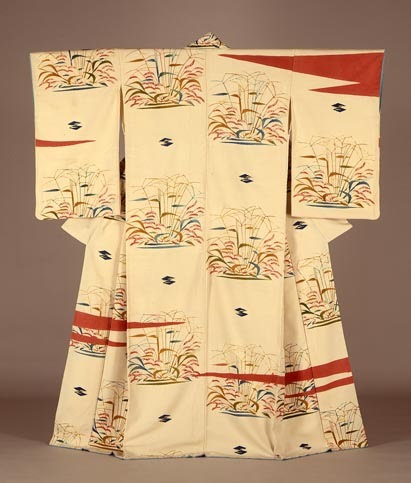
Création contemporaine :Kimonos, par Inagaki Toshijirō, 1961.

## Types

### Pour les femmes

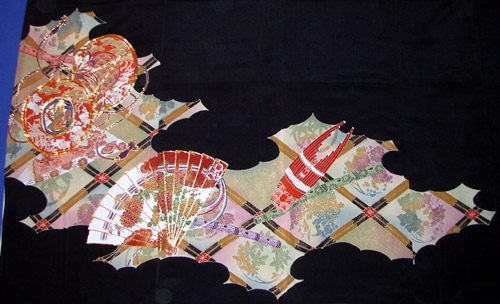
Motif sur un kurotomesode.

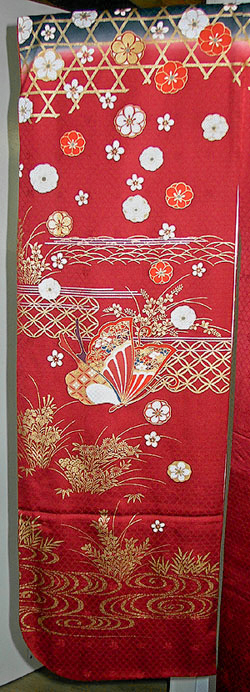
Manche de furisode (manches longues, de jeune fille non mariée).

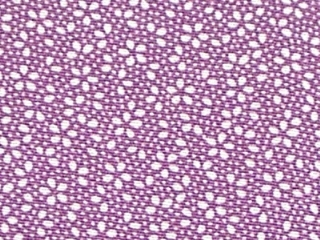
Exemple d'un motif Edo komon vu de près.

Le choix d'un kimono est très important ; le vêtement ayant tout une symbolique et la façon de le porter comportant des messages sociaux qui peuvent être très précis. Tout d'abord, une femme choisit le kimono suivant son statut marital, son âge et la formalité de l'événement. En ordre descendant de formalité :
- Kurotomesode (黒留袖?) : kimono noir avec des motifs seulement en dessous de la taille. Le kurotomesode est le kimono le plus formel pour les femmes mariées. Il est porté aux mariages par les mères des mariés. Un kurotomesode a cinq kamon (blasons de famille) : un sur le dos de chaque manche, un au milieu du dos, et un sur le devant de chaque épaule.
- Furisode (振袖?) : furisode se traduit littéralement par « manches flottantes » — en moyenne, les manches d'un furisode mesurent entre 100 et 110 centimètres de long. Le furisode est le kimono le plus formel pour les femmes célibataires (non mariées). Les motifs couvrent le haut et le bas du vêtement ; c'est ce kimono qui est porté au seijin shiki, ainsi qu'aux mariages, par les jeunes femmes de la famille des mariés.
- Tomesode (Irotomesode) (色留袖?) : il ressemble au kurotomesode, mais en couleur (pas de noir). Comme le kurotomesode, les motifs se trouvent seulement en dessous de la taille. Un tomesode est légèrement moins formel qu'un kurotomesode ; il est porté aux mariages par les femmes mariées de la famille des mariés. Un tomesode peut avoir trois ou cinq kamon.
- Hōmongi (訪問着?) : littéralement « vêtement de visite ». Caractérisé par des motifs continus sur les épaules et manches, ainsi qu'en dessous de la taille, un hōmongi est un peu plus formel que son cousin le tsukesage. Le hōmongi peut être porté par les femmes mariées et célibataires ; ce sont souvent les amies de la mariée qui le portent aux mariages. Un hōmongi peut aussi servir aux sorties formelles, tels des galas.
- Tsukesage (付け下げ?) : un tsukesage a des motifs plus modestes et moins continus que ceux des hōmongi. Il peut être porté par les femmes mariées et célibataires.
- Iromuji (色無地?) : kimono d'une seule couleur, qui peut être porté par les femmes mariées et célibataires. Il est surtout porté pour le chanoyu, cérémonie du thé. La soie peut être un jacquard (rinzu), mais n'a pas de motifs coloriés.
- Komon (小紋?)(ja) : petit motif. Il s'agit d'un kimono avec un motif répétitif. Assez informel, il peut être porté en ville, ou rendu plus formel avec un joli obi pour manger au restaurant. Les femmes mariées et célibataires peuvent le porter.
  - Edo komon (江戸小紋?) : un type de komon caractérisé par de minuscules points qui forment des motifs. La technique de teinture Edo komon a ses origines chez les samouraïs de la période Edo. Un Edo komon est aussi formel qu'un iromuji ; quand il comporte des kamon (un seul kamon étant le plus courant, mais il en existe avec trois), il peut être porté aux mêmes événements qu'un tsukesage ou houmongi.
- Yukata (浴衣?) : vêtement informel, sans doublure, fait de coton habituellement, mais aussi de lin ou de chanvre. Les yukata sont portés en été, aux festivals, par femmes, hommes et enfants. Ils sont également portés aux onsen (bains chauds), où ils sont souvent fournis par l'établissement, on parle alors de yukatabira.

Savoir endosser le vêtement traditionnel fait partie de la bonne éducation d'une femme, même si, dans le mode de vie actuel, elle a peu l'occasion de le porter. L'enseignement de cet art est en plein essor et les établissements spécialisés prolifèrent. À la fin de chaque session, l'école organise une fête en l'honneur des lauréates. Celles-ci reçoivent alors un diplôme dûment avalisé par les autorités.

### Pour les hommes
Alors que le kimono féminin comporte une dizaine d'accessoires, les ensembles masculins sont plus dépouillés, comportant un maximum de cinq accessoires (sans compter les chaussettes tabi et les sandales zori). Durant l'époque contemporaine, les principales différences entre les kimonos féminins et masculins sont les motifs et la couleur. Un kimono d'homme est sombre et, le plus souvent, d'une seule couleur : noir, bleu indigo, vert foncé, parfois marron. Les motifs, s'il y en a, sont subtils, et se trouvent plutôt sur les kimonos informels. Ces derniers peuvent être de couleur plus vive aussi : violet, vert et bleu plus clairs. Les lutteurs de sumo portent parfois des couleurs très vives, comme le rose fuchsia. Dans sa forme, le kimono homme se différencie par l'attache des manches,  qui sont presque totalement reliées au reste du kimono et fermées, alors que celles des femmes sont largement ouvertes et très détachées.
Le kimono le plus formel pour un homme est de soie noire, avec cinq kamon (un dans le dos, un au dos de chaque manche et un sur chaque côté de la poitrine). La réduction du nombre de kamon rend un kimono un peu moins formel : de trois kamon (sur le dos et la poitrine) à un kamon (sur le dos). Un homme peut rendre presque n'importe quel ensemble plus formel en portant un hakama ou un haori (veste courte).
Il existe de nombreux types de kimonos pour hommes, chacun ayant une utilisation et un style spécifiques. En voici 5 exemples .

#### Le haori, le kimono veste
La veste haori est un manteau léger qui peut être porté par dessus un T-shirt ou un pull, de préférence uni. Elle ajoute une touche d'élégance et de formalité à l'ensemble. Cette veste japonaise peut être fabriquée dans différentes matières, telles que la soie, le coton ou le lin, et présente généralement des motifs subtils et des couleurs plus discrètes que les yukatas.

#### Le kimono moderne
Le kimono moderne incarne une fusion harmonieuse entre tradition et innovation. Ce vêtement emblématique, profondément enraciné dans la culture japonaise, a su évoluer pour répondre aux aspirations contemporaines.
Aujourd'hui, il se décline en une multitude de styles adaptés à divers contextes : des modèles streetwear pour un look décontracté, aux versions formelles pour des occasions spéciales. Les créateurs jouent avec les tissus, mêlant soie traditionnelle et matières modernes comme le coton léger ou le lin. Les motifs, qu'ils soient floraux, géométriques ou minimalistes, reflètent une esthétique intemporelle tout en s'adaptant aux tendances actuelles.
Le kimono moderne séduit par son confort et sa polyvalence : porté ouvert sur une tenue causal ou ceinturé pour une allure sophistiquée, il s'intègre facilement dans les garde-robes d'aujourd'hui. Plus qu'un simple vêtement, il symbolise un lien entre passé et présent, offrant à chacun l'opportunité d'exprimer son style tout en honorant un riche héritage culturel. Le Kimono Moderne est ainsi bien plus qu'une pièce de mode : il représente un art de vivre mêlant élégance et authenticité.

#### Le yukata, kimono pour homme estival
Le yukata est un kimono informel, généralement en coton léger, porté pendant les mois d'été. Il est parfait pour les événements décontractés, tels que les festivals, les feux d'artifice ou les sorties en famille. Les yukatas sont souvent colorés et présentent des motifs amusants et éclatants.

#### Le kimono chemise
Le kimono chemise est la fusion parfaite entre tradition et modernité. Inspiré de l'élégance japonaise, il séduit par son design unique. Avec sa coupe ample et ses tissus légers, il offre un confort inégalé tout au long de la journée. Ce vêtement polyvalent s’adapte à toutes les occasions : sorties décontractées, moments de détente ou même événements formels.
Les motifs traditionnels japonais, fréquemment présents, ajoutent une touche artistique et raffinée. Il incarne également une tendance streetwear, grâce à sa silhouette oversize qui allie style et praticité. Que vous soyez amateur de mode ou en quête d’une pièce originale, le Kimono Chemise est un choix incontournable pour une garde-robe moderne et sophistiquée.

#### Le kimono pyjama
Le kimono pyjama est une pièce unique qui allie confort et élégance. Inspiré du kimono traditionnel japonais, il se distingue par sa coupe fluide et ses matières délicates comme le satin ou le coton. Ce vêtement d'intérieur est parfait pour des soirées cocooning ou des matins tranquilles. Il offre une grande liberté de mouvement tout en sublimant la silhouette grâce à sa ceinture ajustable. Les motifs souvent fleuris ou inspirés de la nature ajoutent une touche de raffinement.
Porté long ou court, il s'adapte à toutes les saisons et à tous les styles. En hiver, optez pour un modèle en coton pour plus de chaleur. En été, privilégiez la légèreté du satin ou de la soie pour une sensation de fraîcheur. Que ce soit après une douche relaxante ou avant de se glisser dans les bras de Morphée, il transforme chaque instant en un moment de douceur. Avec ses inspirations japonaises et son design intemporel, il s'impose comme un incontournable pour allier détente et style au quotidien.

## Accessoires et vêtements associés
- Zōri (草履?) : sandales couvertes de tissu, de cuir ou de paille tissée. Elles peuvent être très élaborées, ou très simples, et portées par les hommes, les femmes et les enfants.
- Geta (下駄?) : sandales de bois portées en été, surtout avec des yukata. Les geishas portent un style légèrement différent et plus formel.
- Tabi (足袋?) : chaussettes qui montent jusqu'aux chevilles, avec le gros orteil séparé des autres. Elles sont portées avec les sandales traditionnelles.
- Waraji (草鞋?) : sandales de paille tissée, portées par les moines.
- Hakama (袴?) : vêtement couvrant le bas du corps, très ample, porté traditionnellement par les hommes, les femmes le réservant à certaines cérémonies (ou, anciennement, aux voyages à cheval). Le hakama peut prendre deux formes : celle d'un pantalon (avec séparation entre les jambes) ou celle d'une jupe. Il est porté par-dessus un kimono. Traditionnellement, les samouraïs (hommes et femmes) portaient les hakama de type pantalon, tandis que ceux de type jupe étaient plutôt portés par les moines et les hommes âgés. De nos jours, le hakama est utilisé dans certains arts martiaux. Un hakama a plusieurs plis, un koshiita — partie renforcée au milieu du dos, et des himo — lanières. Les hakama ont plusieurs niveaux de formalité, d'après leur couleur et motif. Les ensembles masculins les plus formels comportent souvent le hakama, ce qui n'est pas le cas pour les ensembles féminins.
- Haori (羽織?) : veste qui tombe aux hanches ou jusqu'aux genoux, et qui ajoute un peu de formalité, mais n'est pas portée par les femmes dans leurs ensembles les plus formels. À l'origine, le haori était porté seulement par les hommes, jusqu'à la période Meiji, où il a été adopté par les femmes. Les haori féminins sont plus longs que ceux des hommes.
- Haori-himo : corde tissée qui ferme le haori. Les plus formelles sont blanches.
- Obi (帯?) : sorte de ceinture large et très longue, faite de tissu. Les obis des hommes mesurent environ 8 cm en largeur, alors que celles des femmes font de 12 cm à 30 cm de largeur, la moyenne étant 15 cm. Comme les kimonos, les obis sont choisies en fonction de la formalité d'un événement.
- Nagajuban (長襦袢?, « sous-vêtement long ») :  sous-vêtement similaire au kimono. Il est utilisé pour éviter le contact avec la peau du porteur et garder le vêtement extérieur propre. Seul le bord du col du nagajuban est visible sous le kimono. Certains nagajuban ont des cols remplaçables[33].
- Datejime (伊達締め?) : ceinture pour aplatir et maintenir en place le kimono ou le nagajuban. Les datejime traditionnels sont en soie ou en lin, tandis que les versions plus modernes sont en tissu élastique ou en velcro[34].

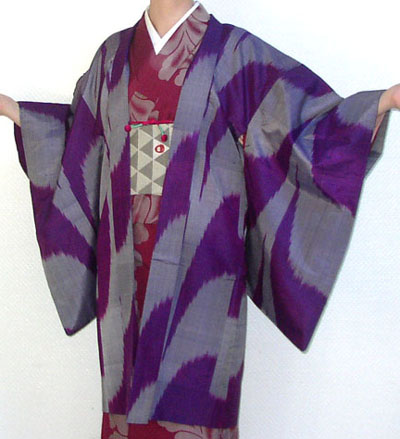
Haori et kimono informel des années 1920.
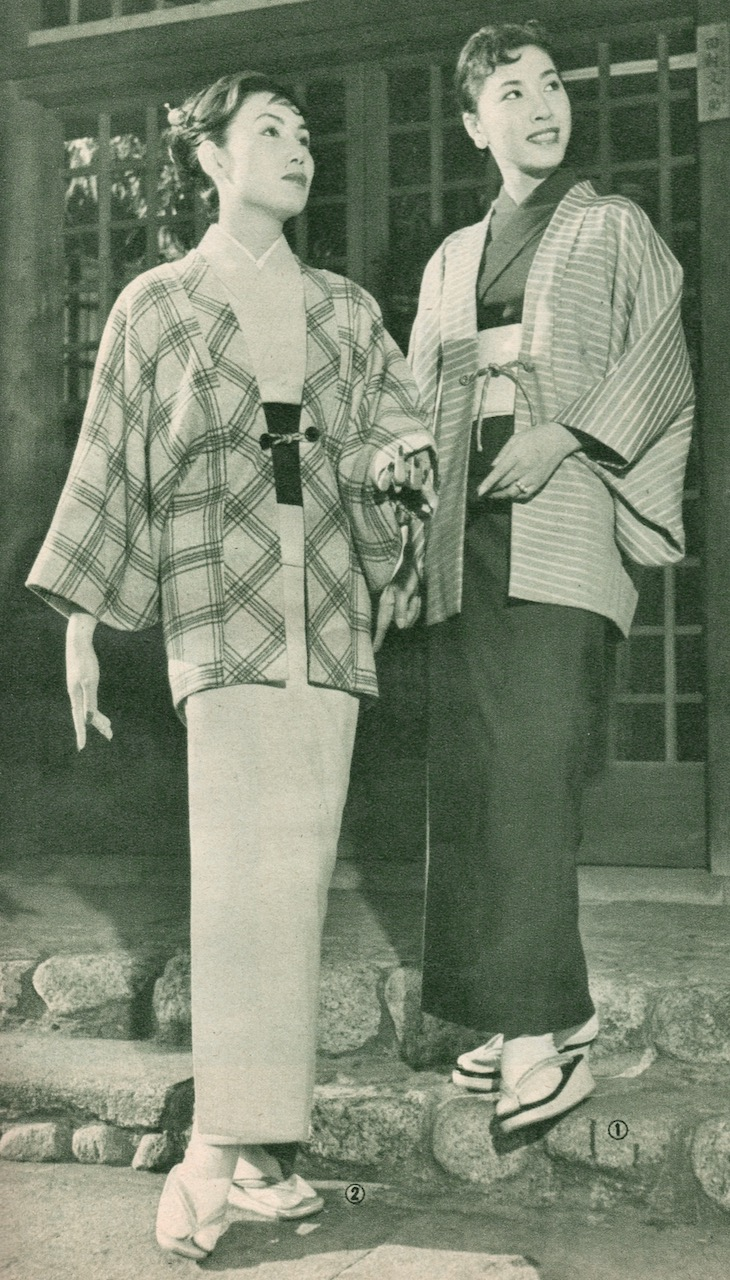
Deux modèles de haori simple en 1957.
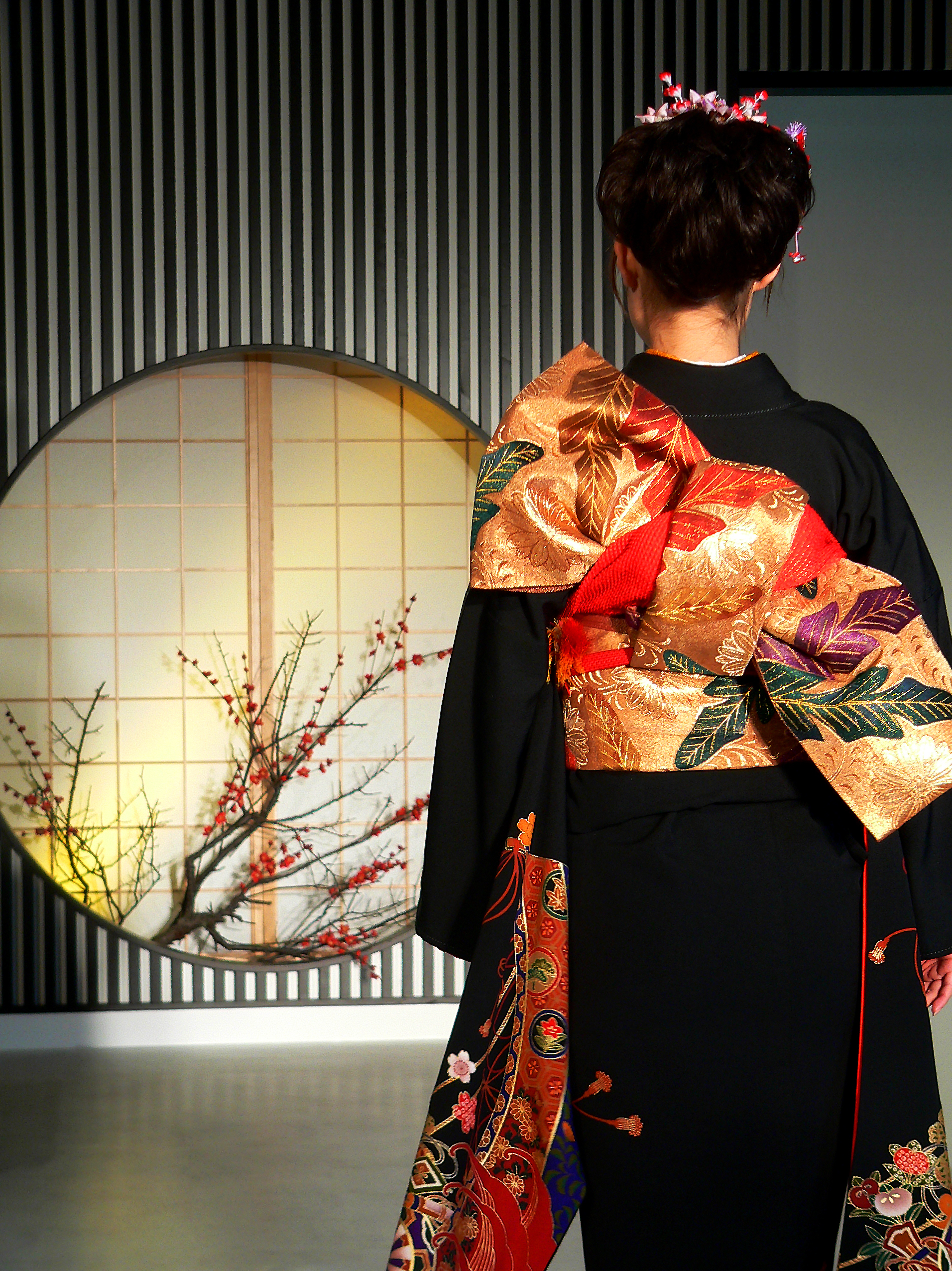
Obi.
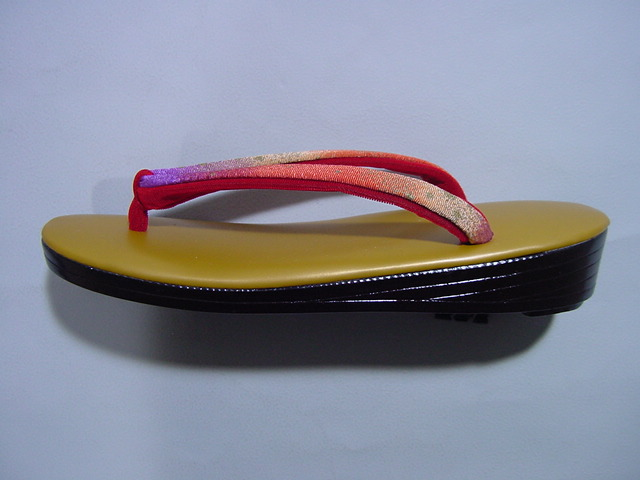
Zori de femme.
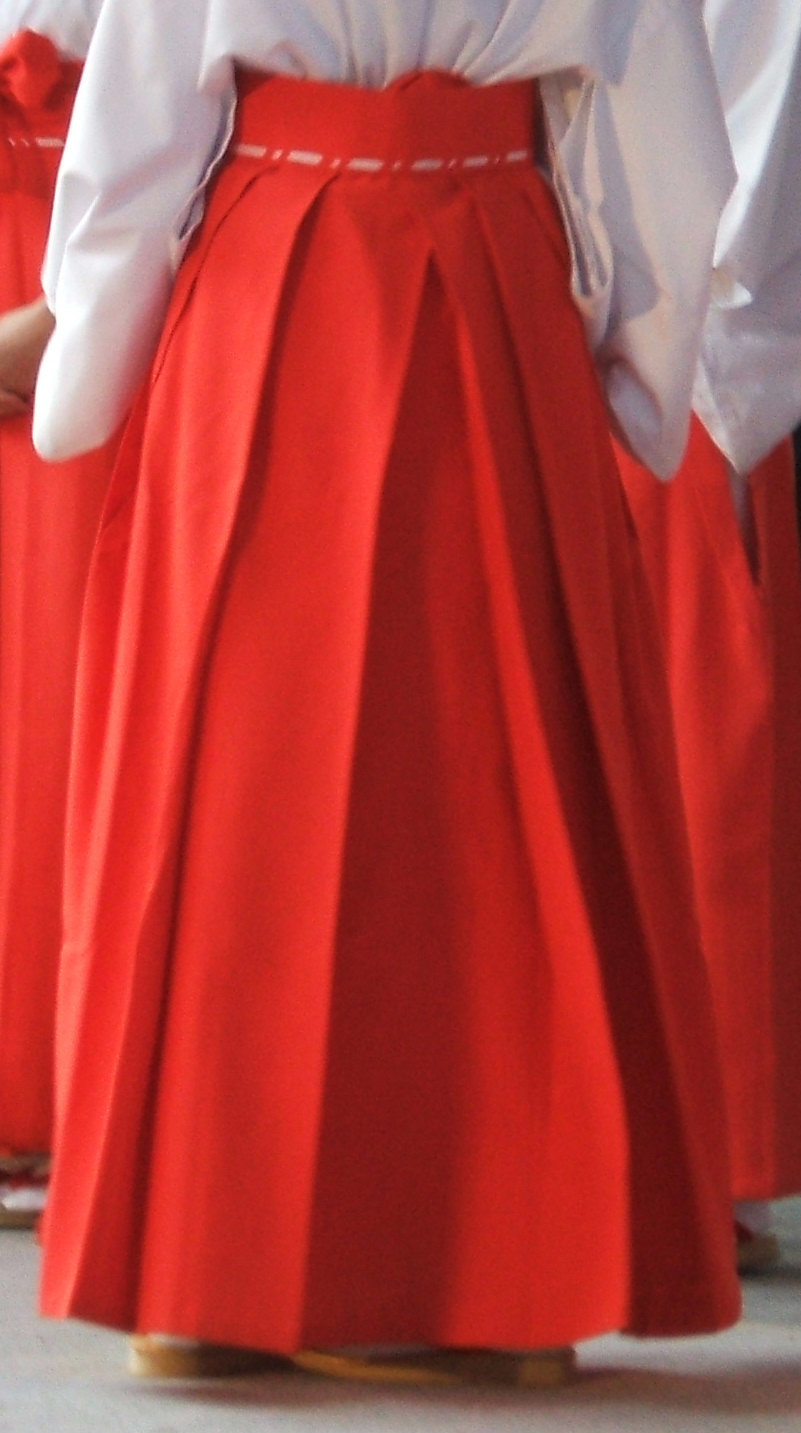
Une miko (jeune fille de sanctuaire) portant un hakama rouge vif, de dos.
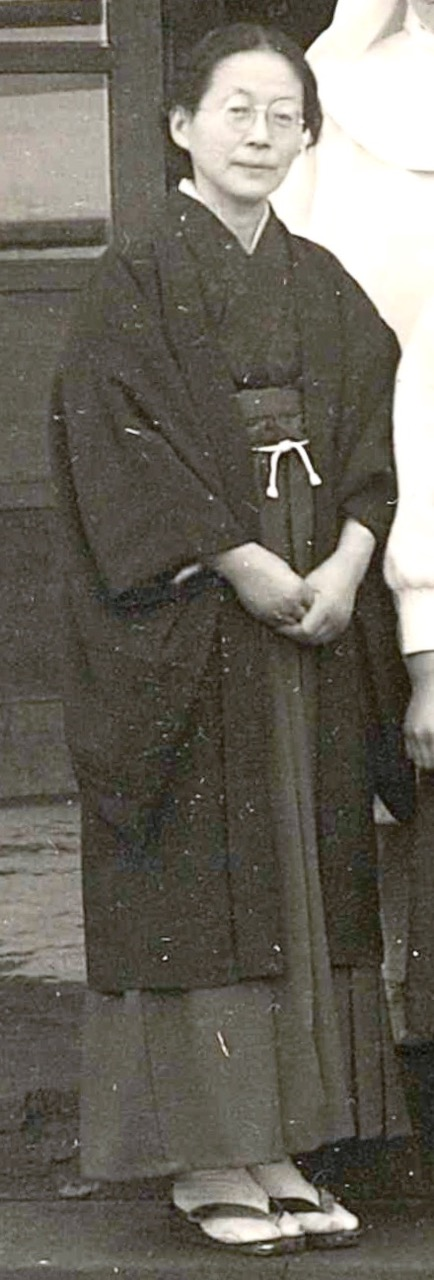
Institutrice portant un hakama, lors d'une cérémonie de remise des diplômes en 1953.
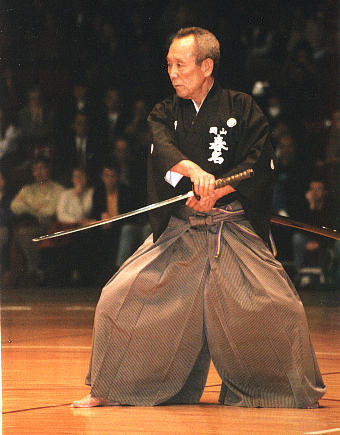
Iaido sensei Haruna Matsuo (1925-2002) portant un hakama[35].